# Rolando Cavallo
Rolando Cavallo (San Candido, 29 settembre 1974) è un ex giocatore di curling e dirigente sportivo italiano.

## Carriera agonistica

### Nazionale
Il suo esordio con la nazionale italiana junior di curling è stato il campionato mondiale junior del 1991, disputato a Glasgow, in Scozia: in quell'occasione l'Italia si piazzò al 10 posto. Con la nazionale junior partecipa a 2 campionati mondiali junior.
In totale Rolando vanta 18 presenze in azzurro.
CAMPIONATI
Nazionale junior:
- Mondiali junior
  - 1991 Glasgow ( Scozia) 10°
  - 1996 Red Deer ( Canada) 10°

## Incarichi sociali e sportivi
Rolando è stato tra i fondatori e primo presidente del Curling Club Polaris di Feltre.

## Altro
Impiegato presso la Banca Antonveneta, ora Monte dei Paschi di Siena, attualmente è gestore Small Business presso la filiale di Conegliano.